# Рагинперт
Рагинперт или Регинберт је био гроф Турина и онда краљ Лангобарда током 701. Он је био син Годеперта и праунук Ариперта I. Ступио је на трон 701. а свргнут од стране Лиутперта, његовог нећака, стављајући његовог сина на место наследства. Он и његови Неустријанци (људи из Пијемонта) одлазе да се сукобе са заштитником трона, Ансрпандом у бици код Новаре, где су и поражени. Али умире недуго после тога. Његов син Ариперт II није одмах наследио трон. 